# Michurinsk

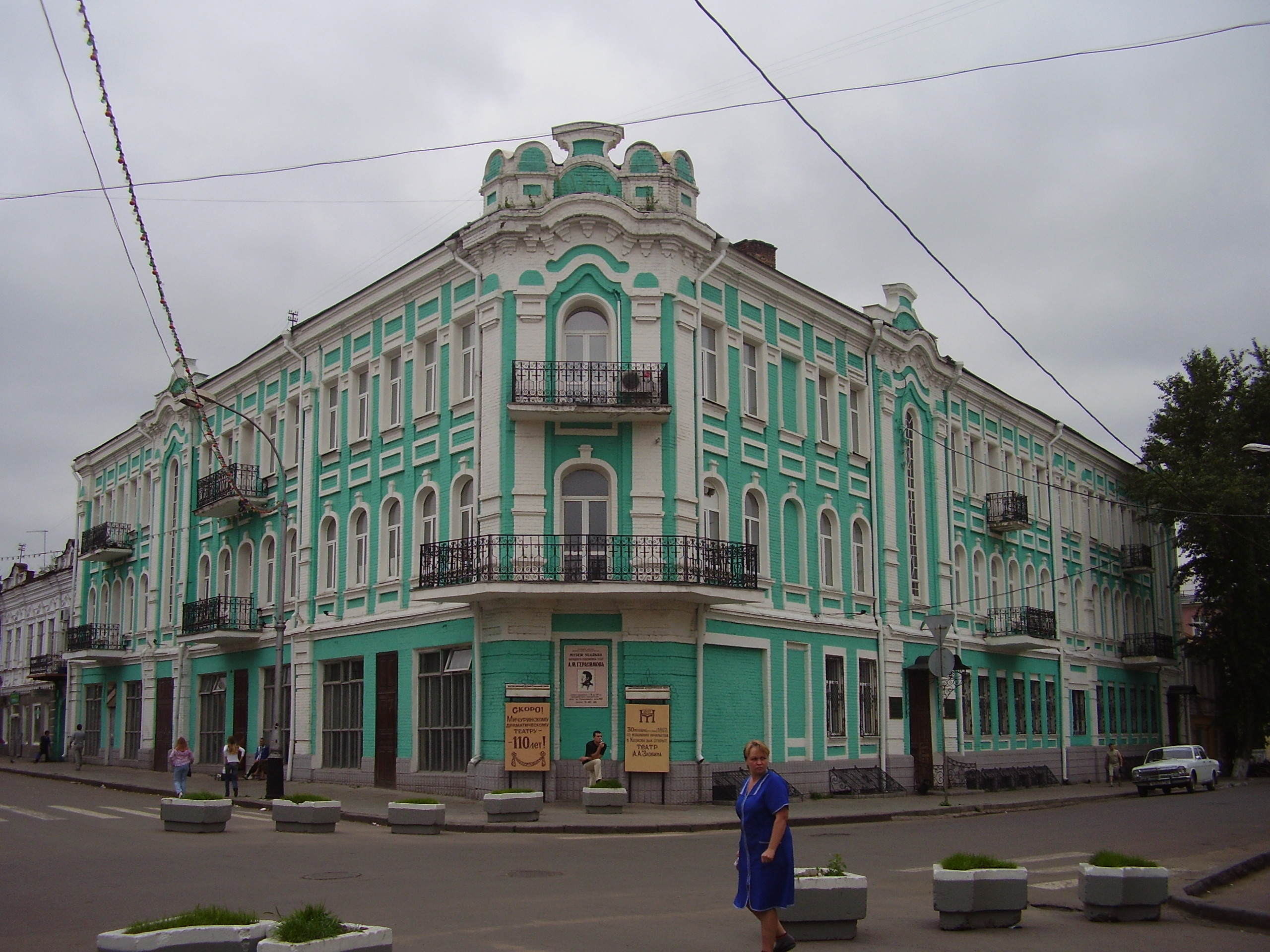
Michurinsk

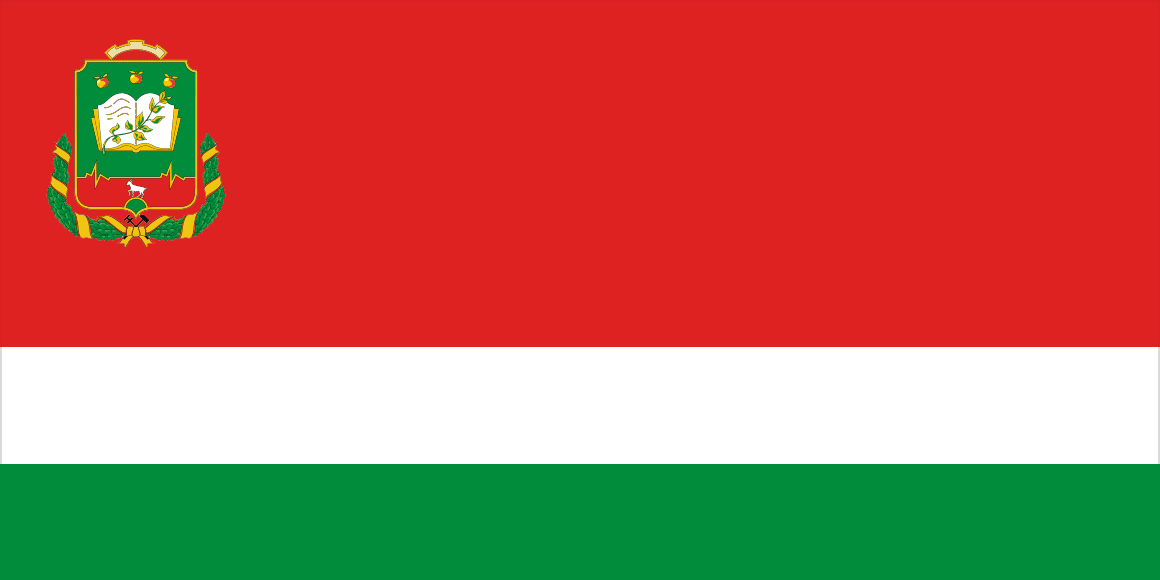
Lá cờ của thành phố

Michurinsk (tiếng Nga: Мичуринск) là một thành phố Nga. Thành phố này thuộc chủ thể Tambov Oblast. Dân số qua các thời kỳ: 98,758 (Điều tra dân số 2010); 96,093 (Điều tra dân số 2002); 109,081 (Điều tra dân số năm 1989).

## Quân sự
Thành phố là nơi đặt căn cứ không quân Michurinsk.

## Thành phố kết nghĩa
Michurinsk kết nghĩa với:
- Munster, Đức
- Smolyan, Bulgaria